# 王家河街道 (岳阳市)
王家河街道，位于湖南省岳阳市岳阳楼区，2007年10月设立。街道办事处驻岳阳楼区王家河。

## 行政区划
王家河街道辖6个社区：
枫树新村社区、枫树岭社区、海棠社区、东升社区、王家河社区、长炼社区、